# Codice ATC V06
Il codice ATC V06 "Nutrienti generali" è un sottogruppo terapeutico del sistema di classificazione Anatomico Terapeutico e Chimico, un sistema di codici alfanumerici sviluppato dall'OMS per la classificazione dei farmaci e altri prodotti medici. Il sottogruppo V06 fa parte del gruppo anatomico V dei Farmaci Vari.
Codici per uso veterinario (codici ATCvet) possono essere creati ponendo la lettera Q di fronte al codice ATC umano: QV ...
Numeri nazionali della classificazione ATC possono includere codici aggiuntivi non presenti in questa lista, che segue la versione OMS.

## V06B Integratori proteici
Gruppo vuoto

## V06D Altri nutrienti

### V06DC Carboidrati
V06DC01 Glucosio
V06DC02 Fruttosio